# Железнодорожная марка
Железнодоро́жная ма́рка — особая почтовая или служебная марка, используемая, как правило, для оплаты почтовых отправлений, которые перевозятся по железной дороге. Могут быть как почтового, так и непочтового характера. Впервые появились в 1846 году. Железнодорожные марки почтового характера могут включаться в каталоги почтовых марок «Скотт», «Ивер и Телье», «Церес» и др. В зарубежном филателистическом обиходе считаются «синдереллами».

## Описание
Термин «железнодорожная марка» употребляется в филателии для обозначения:
1. особых почтовых марок, предназначенных для оплаты стоимости перевозки по железной дороге почтовых отправлений — писем или посылок[1][4]; в последнем случае они именуются железнодорожными посылочными марками[5];
2. газетных и газетно-посылочных марок для перевозки по железным дорогам газет[4];
3. служебных почтовых марок, применявшихся для корреспонденции, отправляемой железнодорожным ведомством[1][6];
4. контрольных марок, выпускавшихся окружными управлениями железных дорог Франкфурта-на-Майне и Майнца с целью контроля за доходами предприятий по обработке посылок (около 1900 года)[7];
5. налоговых марок для железнодорожных накладных[7].

В случае марок, предназначенных, например, для взимания дополнительного сбора за пересылку писем по железной дороге, они служили в качестве предварительной платы за последующую доставку корреспонденции с момента её поступления на железнодорожную станцию. Тем самым железнодорожное ведомство брало на себя обязательство транспортировки письма в почтовое отделение, которое обслуживало станцию, ближайшую к тому пункту, куда было адресовано письмо.
Железнодорожные марки имеют соответствующее оформление и сопровождаются специальным текстом.
Множество железнодорожных марок было выпущено государственными железнодорожными администрациями, например, в Баварии, Бельгии, Болгарии, Дании, Франции, Ираке, Катанге, Латвии, Австралии (включая Новый Южный Уэльс, Квинсленд, Викторию, Тасманию и т. д.), Новой Зеландии и в других странах. Ещё больше отпечатано в мире железнодорожных марок частных железных дорог. Часто они употреблялись для франкирования посылок и бандеролей, например, в Бельгии, Франции и некоторых других государствах.

## Примеры по странам

### Австралия
Железнодорожными компаниями отдельных австралийских штатов — Виктории, Западной Австралии, Квинсленда, Нового Южного Уэльса, Тасмании, Южной Австралии — выпускались железнодорожные посылочные марки. Например, на посылочных марках Нового Южного Уэльса значилась надпись «Government Railways» («Правительственные железные дороги»), а их дизайн слагался из цифры номинала внутри щита или другого декоративного элемента.
Выходили также железнодорожные служебные марки. В том же Новом Южном Уэльсе для этой цели обычные железнодорожные марки надпечатывались буквами «O S» (от «Official Service» — «Официальная служба»).
Стоимость некоторых из железнодорожных марок Австралии в настоящее время может достигать 25 австралийских долларов, а на отдельные экземпляры — до $A750—1000 в негашёном и до $A500—1000 гашёном виде.
Известны также австралийские железнодорожные марки для оплаты пересылки писем.

### Бавария
В Баварии (Германия) железнодорожные марки были снабжены надпечатками «Bayer. Staatseisenb.» и «Kgl. Bayer. Staatseisenb.», что было сокращённым названием принадлежавшей баварскому правительству железной дороги «Königliche Bayerische Staatseisenbahn-Gesellschaft» («Королевское Баварское государственное железнодорожное товарищество»).
В 1908—1915 годах здесь также эмитировались почтовые марки, предназначенные для корреспонденции, отсылаемой железнодорожным ведомством. В частности, в 1908 году выпускались железнодорожные служебные марки, имевшие надпечатку буквы «Е» (от нем. «Eisenbahn» — железная дорога) на стандартных почтовых марках. Эти марки указаны в каталоге «Скотт» в качестве единственной серии служебных марок Баварии (Sc #O1—O5). В 1912—1915 годах для этой цели делалась фигурная перфорация (прокол, или перфин) в виде той же буквы. Однако Джеймс Маккей считает, что такие марки с перфинами имели ту же самую природу, что и бельгийские и французские железнодорожные марки.
Кроме того, существуют марки местной железной дороги Мюнхена.

### Бельгия
В Бельгии железнодорожные посылочные марки выпускаются с 1879 года, в основном для оплаты перевозки почтовых посылок и бандеролей и, возможно, являются первыми в мире подобного рода, введёнными в обращение от имени государства. В этой стране таких марок было издано особенно много — почти 500 за 120 лет, до конца XX века. Это связано с тем, что бельгийская почтовая служба осуществляет доставку посылок и бандеролей только там, где отсутствует железнодорожное сообщение. В тех же населённых пунктах, где проходят железнодорожные пути, за их доставку отвечает железная дорога.
На бельгийских железнодорожных посылочных марках имеются надписи на двух языках: фр. «Chemins de Fer» и нидерл. «Spoorwegen» («Железная дорога»). Большинство из них содержат рисунки, отражающие железнодорожную тему. Поскольку они действительны для оплаты некоторых почтовых сборов, «Скотт» и другие основные каталоги мира перечисляют их среди почтовых марок Бельгии. Прошедшие почту марки встречаются, как правило, погашенными с помощью железнодорожных штемпелей, вследствие чего их стоимость в каталоге «Скотт» удвоена.

### Великобритания
Первая железнодорожная марка была эмитирована железнодорожной компанией в Англии в 1846 году для перевозки посылок.
1 февраля 1891 года в Великобритании была создана железнодорожная почта для пересылки писем по соглашению между генеральным почтмейстером королевства и 75 железнодорожными компаниями. С этого же года британские основные железнодорожные компании начали выпускать «марки для железнодорожных писем» (railway letter stamps), предназначенные для оплаты дополнительного сбора при пересылке писем по железной дороге.
Величина исходного тарифа за перевозку письма составляла два пенса. Но письма должны были также франкироваться обычными почтовыми марками для покрытия сбора за доставку корреспонденции через почтовую систему. Большинство железнодорожных марок Великобритании однотипны по рисунку, зелёного цвета и несут название компании.
Использование этих марок было прекращено в 1922 году, однако в 1957 году несколько частных компаний возобновили эту практику для доставки писем железнодорожным путём. К настоящему времени оказание этой услуги прекращено, за исключением нескольких небольших линий туристического характера. В качестве примеров таких частных железнодорожных компаний, имеющих собственные марки, можно упомянуть Фестиниогскую железную дорогу, с её почтовой службой, и Талиллинскую железную дорогу (англ. Talyllyn Railway), которые действуют в Уэльсе.
Интересно, что некоторые британские железные дороги даже имели собственные авиапочтовые подразделения или службы доставки по воздуху. Например, Большая западная железная дорога обеспечивала авиапочтовое сообщение между Кардиффом в Уэльсе и Плимутом в Англии. В 1933 году генеральный почтмейстер Великобритании разрешил этой компании ввести в обращение 3-пенсовую серовато-зелёную «железнодорожную авиапочтовую марку» для взимания предоплаты за эту услугу. Эти марки находились в обращении с 15 мая до 30 сентября 1933 года.
| Железнодорожные марки Большой западной железной дороги | Железнодорожные марки Большой западной железной дороги |
| ------------------------------------------------------ | ------------------------------------------------------ |
|                                                        |                                                        |

### Гавайи
На острове Мауи железнодорожная компания Kahului Railroad Co. осуществляла в конце XIX века доставку писем и посылок. С этой целью в 1894 году была отпечатана серия из шести железнодорожных марок.

### Дания
Железнодорожные марки в этой стране выпускаются до сих пор государственной железнодорожной компанией, которая принадлежит Министерству транспорта Дании. Поэтому на них проставлена надпись дат. «Danske Statsbaner» («Датская государственная железная дорога»).
В дополнение к государственной железной дороге, в Дании функционировал ряд частных компаний, которые продолжают свои операции на территории страны и поныне. Многие из них, как например, Aalborg Privatbaner («Ольборгская частная железная дорога»), применяют собственные железнодорожные марки.

### Испания
В Испании издавались благотворительные марки для сбора средств в фонд школы для детей-сирот работников железной дороги. На марках имелась надпись исп. «Colegio de Huerfanos de Ferroviarios» («Школа сирот железнодорожников»). По внешнему виду они походили на испанские благотворительные марки для сирот почтовых и телеграфных служащих.

### Китай
Почта Британской железнодорожной администрации в Китае (англ. British Railway Administration) ввела в 1901 году в употребление почтовую марку номиналом в 5 центов, с надпечаткой «B R A / 5 / Five Cents» («Британская железнодорожная администрация / 5 / Пять центов»).
Серия железнодорожных марок выпускалась также в Китае в 1909 году. Марки имели пять номиналов и надпись на французском языке «Chemin de fer de Pékin à Hankow» («Железная дорога из Пекина в Ханькоу»).

### Латвия
В Латвии выходили железнодорожные газетно-посылочные марки, которые перечислены в каталоге «Ивер и Телье». Н. И. Владинец указывает, что хотя данный каталог и помещает эти марки в качестве газетных марок Латвии, но они издавались железнодорожным ведомством для оплаты оптовых пересылок газет, то есть груза, и к собственно почте отношения не имеют.

### Нидерланды
В Нидерландах в обращении находились железнодорожные марки для перевозки писем. Надпись на этих марках гласила: нидерл. «Nederlandsche Spoorwegen» или «Nederl. Spoorwegen» («Нидерландские железные дороги»).
| Железнодорожные марки Нидерландов | Железнодорожные марки Нидерландов |
| --------------------------------- | --------------------------------- |
|                                   |                                   |

### Перу
В 1871 году в Перу эмитировали официальную почтовую марку, которая применялась для оплаты почтового сбора за пересылку писем по железной дороге между городами Лима, Чоррильос и Кальяо. Это вторая в мире почтовая миниатюра с изображением паровоза. Она была посвящена 20-летию открытия железнодорожной линии Лима — Кальяо и считается также первой в мире коммеморативной, хотя на ней не было никаких памятных надписей или даты открытия дороги. Однако, по другим сведениям, марка поступила в обращение в 1870 году[≡] и поэтому не может быть приурочена к указанному событию.
На марке не было названия страны, а лишь указывался номинал (исп. «Cinco centavos» — «5 сентаво»), были даны изображения старинного локомотива и герба, а также надпись: «CHORRILLOS LIMA CALLAO PORTE FRANCO» («Чоррильос — Лима — Кальяо. Доставка оплачена»).

### Российская империя
В дореволюционной России были известны железнодорожные фискальные марки, выпущенные для нужд Николаевской железной дороги.

## Коллекционирование

### Филателистические аспекты
Железнодорожные марки являются специальными объектами филателистического коллекционирования.
В Великобритании некоторые экземпляры марок для оплаты писем, отправленных по железной дороге, которые относятся к ранней викторианской эпохе, а также к более поздним годам, хранятся в Филателистических коллекциях Британской библиотеки в Лондоне. Известно также, что в 1969 году от имени Фестиниогской железной дороги было отправлено железнодорожное письмо королеве Великобритании Елизавете II, к которому прилагались листы железнодорожных марок, подготовленных этой компанией. Королева ответила благодарностью и включила эти марки в Королевскую филателистическую коллекцию.
К известным ранним коллекционерам железнодорожных марок принадлежал английский филателист Херберт Лестранж Юэн. Его внушительная коллекция железнодорожных марок хранится ныне в Филателистических коллекциях Британской библиотеки.

### Каталогизация
В издающемся в Австралии филателистическом журнале «Stamp News Australasia» Дэвид Элсмор высказал в июле 2010 года мнение, что отнесение железнодорожных марок для писем к «синдереллам» якобы вводит в заблуждение коллекционеров австралийских железнодорожных посылочных марок, которые Элсмор считает фискальными. Аналогичное причисление железнодорожных марок к фискальным встречалось в старых изданиях фискальных марок фирмы J. Barefoot Ltd.. Тем не менее, железнодорожные марки неофициального или полуофициального типа, включая марки частных железных дорог, специалистами в области филателии, например, сотрудниками издания Linn's Stamp News, обычно воспринимаются как «синдереллы», которые близки по своим функциям к почтовым маркам.
Некоторые каталоги и филателисты различают железнодорожные марки, эмитированные правительством, и таковые, выпущенные железнодорожными компаниями, принадлежащими государству (как в случае Баварии и Дании). Марки, изданные государственными железными дорогами, приравниваются к официальными почтовым маркам страны. Марки частных железнодорожных компаний эквивалентны частным и местным почтовым маркам.
В каталогах почтовых марок можно встретить некоторые из железнодорожных марок. Французские железнодорожные марки указаны в двух основных каталогах на французском языке — «Ивер и Телье» и «Церес». Каталог «Скотт» включает в свои издания железнодорожные марки Баварии и Бельгии, но не перечисляет таковые для других стран.
Издаются также специальные каталоги железнодорожных марок и другие справочные пособия, посвящённые их собиранию. В начале XX века Х. Л. Юэн опубликовал ряд каталогов и исследований по железнодорожным маркам Великобритании и Ирландии, в том числе:
- Reference List of Railway Letter Post Stamps. — 1901. (англ.) («Справочный список почтовых железнодорожных марок для писем».)
- A History of Railway Letter Stamps; Describing All Varieties Issued by the Railway Companies of Great Britain and Ireland Under the Authority of the Postmaster-General[англ.]. — London: Ewen’s Colonial Stamp Market, 1901. — 431 p. (англ.) («История железнодорожных марок для писем, с описанием всех разновидностей, выпущенных железнодорожными компаниями Великобритании и Ирландии с разрешения генерального почтмейстера».) (Дата обращения: 29 мая 2011) Репринтные издания:
  - Nabu Press, 2010. — 446 p. — (недоступная ссылка) ISBN 1-176-45449-8. (Дата обращения: 29 мая 2011)
  - General Books, 2010. — 196 p. — (недоступная ссылка) ISBN 1-152-22194-9. (Дата обращения: 29 мая 2011)

- Priced Catalogue of Railway Letter Stamps. — 1903. (англ.) («Каталог-прейскурант железнодорожных марок для писем».)
- Railway Letter Stamps of the United Kingdom, Issued from Feb. 1st, 1891, to Nov. 1905. — 3rd edn. — London: Ewen’s Colonial Stamp Market, 1905. — 96 p. (англ.) («Железнодорожные марки для писем Великобритании, изданные с 1 февраля 1891 по ноябрь 1905 года».) (Дата обращения: 29 мая 2011)
- Railway Newspaper and Parcel Stamps of the United Kingdom. — London: Ewen’s Colonial Stamp Market Ltd., 1906. [Репринт: Tim Clutterbuck & Co., 1983.] (англ.) («Железнодорожные газетные и посылочные марки Великобритании».)

Ранние железнодорожные марки британских колоний были описаны в каталоге Александра Кэя (англ. A. B. Kay):
- Priced Catalogue of British Colonial Adhesive Revenue, Telegraph, and Railway Stamps, 1908. — London: Bridger & Kay, 1908. — 98 p. (англ.) («Каталог-прейскурант наклеиваемых фискальных, телеграфных и железнодорожных марок британских колоний, 1908».) (Дата обращения: 30 мая 2011)

Более поздние и современные каталоги и справочники на эту тему представлены в разделе Литература и перечисляются на некоторых специализированных сайтах.

### Объединения
Для собирателей железнодорожных марок в Великобритании имеется Группа железнодорожной филателии (англ. Railway Philatelic Group), а в Дании — Датский клуб марок для грузов и железных дорог (Danish Freight Stamp and Railway Stamp Club). Ещё одним объединением для любителей таких марок является основанный в Лондоне Клуб марок-синдерелл.